# Akademia Florencka

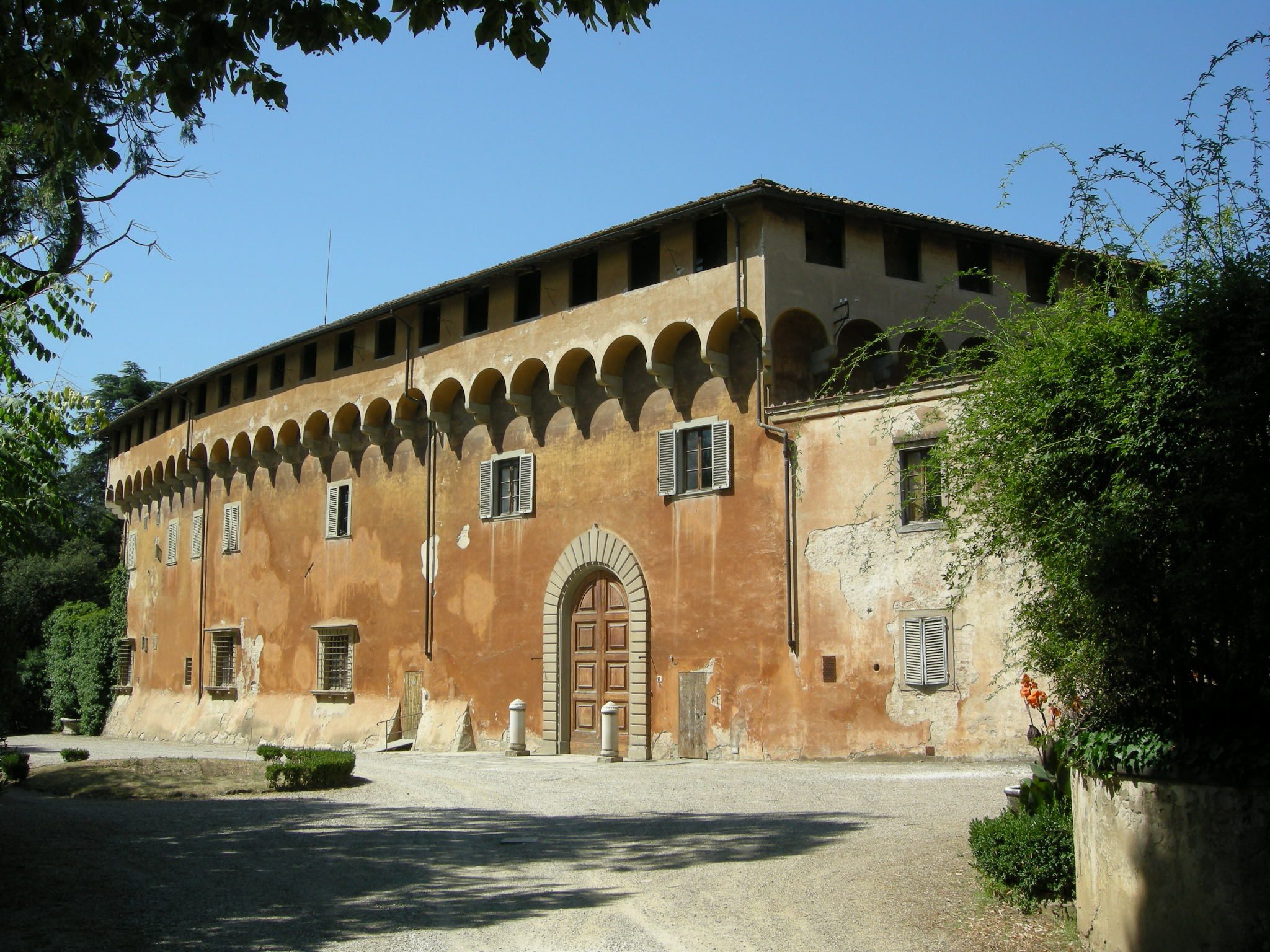
Villa di Careggi – siedziba Akademii

Akademia Florencka (Akademia Platońska we Florencji, Accademia Platonica) – szkoła filozoficzna założona w 1462 we Florencji, będąca czołowym ośrodkiem renesansowego platonizmu.
Szkoła została założona pod mecenatem Kosmy Medyceusza w podarowanej przez niego Marsiliowi Ficinowi willi Careggi (Montevecchio).
Akademia skupiała badaczy zainteresowanych filozofią Platona oraz jego komentatorów. W zamierzeniu miała odnawiać tradycje Akademii Platońskiej.

## Historia szkoły
W 1438 r. Jerzy Gemist-Pleton, filozof bizantyński, przybyły na sobór ferraro-florencki, przeprowadził we Florencji cykl wykładów na temat Platona, przez co odrodził zainteresowanie pismami tego filozofa na Zachodzie. Jedną z osób zainspirowanych wykładami był Kosma Medyceusz. On to skłonił Marsilia Ficina do zainteresowania się Platonem i objął jego studia swoim mecenatem (1459 r.). W 1462 r. Kosma Medyceusz podarował Ficinowi willę Careggi, aby tam pracował nad przekładami dzieł Platona, oraz Poimandresem pseudo-Hermesa Trismegistosa. Rok ten uznaje się za początek Akademii Florenckiej.
W następnych dekadach Akademia stała się miejscem spotkań i studiów nad tradycją platońską. Po śmierci Ficina w 1499 r., przywództwo w Akademii objął jego uczeń Francesco Zanoli Cattani da Diacceto. Niewiele wiadomo na temat tego okresu i prawdopodobnie Akademia znacznie ograniczyła swoją działalność, jedynie do spotkań prywatnych .
W 1522 r. wielu członków Akademii zaangażowało się w spisek mający doprowadzić do śmierci kardynała i arcybiskupa florenckiego Giulio de’ Medici (późniejszego papieża Klemensa VII). Uznaje się to za koniec Akademii.

## Działalność

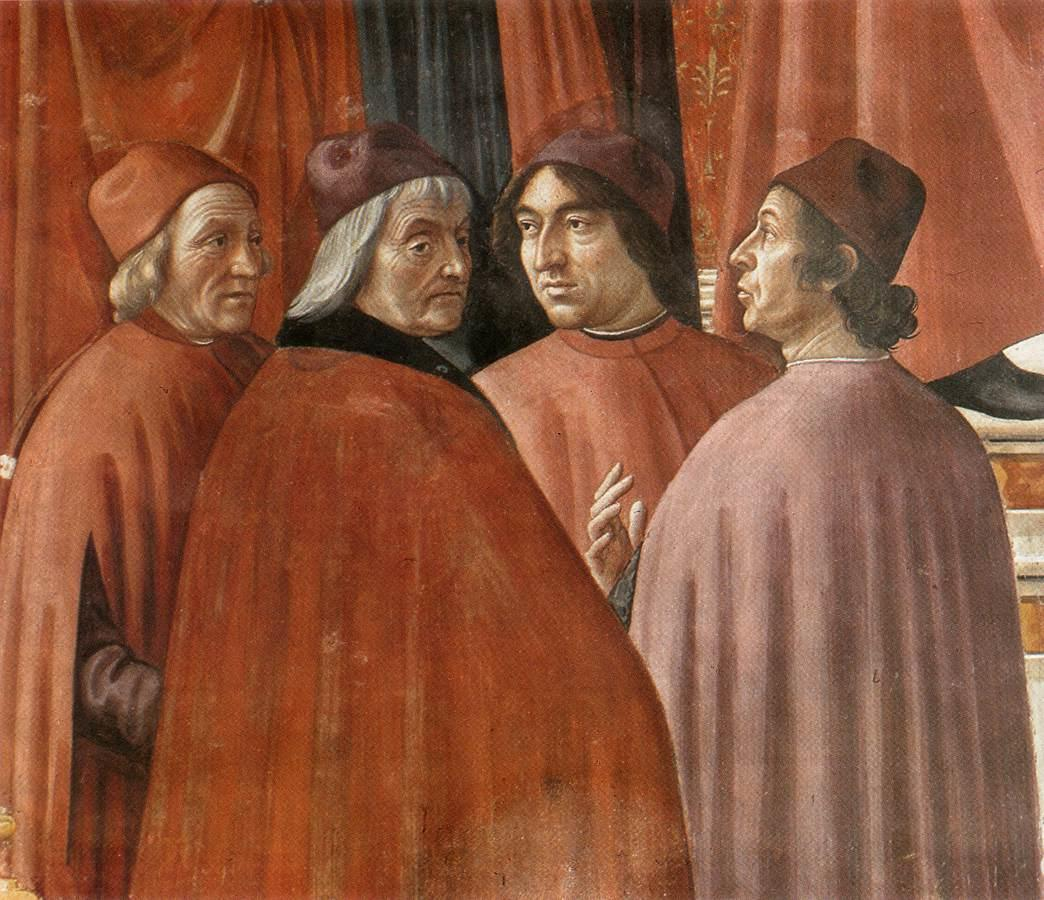
Marsilio Ficino, Cristoforo Landino, Angelo Poliziano i Demetrios Chalkondyles. Trzech pierwszych było członkami Akademii. Detal ze Zwiastowania Zachariaszowi Domenico Ghirlandaio (1486–1490)

Akademia Florencka starała się odnawiać ducha Akademii Platońskiej. Zarówno działalność, jak i przynależność do niej nie były sformalizowane. Było to raczej miejsce spotkań i dyskusji intelektualnych, zorganizowane wokół Ficina i jego uczniów. Wśród wybitniejszych członków wymieniani są Giovanni Pico della Mirandola, Francesco Cattani da Diacceto, Leone Battista Alberti, Cristoforo Landino, Wawrzyniec Wspaniały, Donato Acciaiuoli, Angelo Poliziano czy Girolamo Benivieni.
Zasadniczą częścią jej działalności stanowiły wykłady i dyskusje filozoficzne, a także praca nad przekładami pism filozoficznych na język łaciński. Członkowie Akademii prowadzili też prywatne wykłady, kursy retoryki i wygłaszali mowy okolicznościowe, mające upowszechniać kulturę antyczną i filozofię platońską.
W ramach Akademii dokonano przekładu wszystkich dzieł Platona i Plotyna, a także wielu dzieł neoplatońskich, patrystycznych, hermetycznych i hymnów orfickich. Pisano również komentarze do tych tekstów (np. komentarze Ficina do Uczty i Parmenidesa Platona czy Ennead Plotyna.
7 listopada 1468 r. i 1473 r., w dniu uznawanym za rocznicę urodzin Platona, zorganizowano uroczysty sympozjon, wzorowany na jego Uczcie. Uroczystość odbywała się być może również w innych latach .

## Poglądy filozoficzne
Akademia Florencka skupiała wiele indywidualności, których poglądy nieraz różniły się znacząco. Jej programowy platonizm miał dwie charakterystyczne cechy, wynikające z poglądów Ficina:
- pogląd o istnieniu przedchrześcijańskiej starożytnej teologii (prisca theologia) – tradycji idącej od Hermesa Trismegistosa aż do Plotyna, dającej się pogodzić z doktryną chrześcijańską. Teksty Platona i Plotyna mogą być więc czytane w duchu chrześcijańskim i mogą stać się podstawą do łączenia filozofii i teologii[6];
- pogląd o zasadniczej zgodności między filozofiami Platona i Arystotelesa. Opierając się na poglądach Jana Argiropula, Bessariona i Franciszka Filelfa, Ficino twierdził, że obaj filozofowie różnią się jedynie w słowach, natomiast są zgodni w swoich zasadniczych poglądach. Ficino sprzeciwiał się tym samym renesansowym arystotelikom, zarówno reprezentującym awerroizm, jak i aleksandrynizm[5].